# Urocystis ulei
Urocystis ulei är en svampart som beskrevs av Magnus 1878. Urocystis ulei ingår i släktet Urocystis och familjen Urocystidaceae.   Inga underarter finns listade i Catalogue of Life.